# Sam Crowther
Sammy Ian Crowther (Groningen, 3 april 2000) is een Nederlands voetballer van Engelse afkomst die als aanvaller voor DVS '33 speelt.

## Carrière
Sam Crowther speelde in de jeugd van FC Lewenborg , GRC Groningen en FC Groningen, waar hij in 2019 ook drie wedstrijden met Jong FC Groningen in de Derde divisie Zaterdag speelde. In de laatste van deze drie wedstrijden, de met 1-5 gewonnen uitwedstrijd tegen DVS '33 zijn enige goal voor dit elftal. Na het seizoen 2018/19 werd Jong Groningen teruggetrokken uit de voetbalpiramide, en mocht Crowther transfervrij naar ONS Sneek vertrekken. Hier speelde hij een seizoen, waarna hij alsnog de stap naar het profvoetbal maakte. Hij tekende in 2020 een contract voor één seizoen bij Go Ahead Eagles. Hij debuteerde in het betaald voetbal op 30 augustus 2020, in de met 0-0 gelijkgespeelde uitwedstrijd tegen FC Dordrecht. Crowther kwam in de 88e minuut in het veld voor Kevin van Kippersluis. In de eerste seizoenshelft kwam hij tot zeven invalbeurten. Hierna was hij ruim een jaar uitgeschakeld door een ontstoken hartspier. Nadat zijn contract afliep, vertrok hij naar het Luxemburgse Victoria Rosport. Sinds 2023 speelt hij voor DVS '33.

### Statistieken
| Seizoen                   | Club              | Land           | Competitie             | Competitie | Competitie | Beker | Beker | Totaal | Totaal |
| Seizoen                   | Club              | Land           | Competitie             | Wed.       | Dlp.       | Wed.  | Dlp.  | Wed.   | Dlp.   |
| ------------------------- | ----------------- | -------------- | ---------------------- | ---------- | ---------- | ----- | ----- | ------ | ------ |
| 2018/19                   | Jong FC Groningen | Nederland      | Derde divisie Zaterdag | 3          | 1          | –     | –     | 3      | 1      |
| 2019/20                   | ONS Sneek         | Nederland      | Derde divisie Zaterdag | 20         | 6          | 1     | 0     | 21     | 6      |
| 2020/21                   | Go Ahead Eagles   | Nederland      | Eerste divisie         | 7          | 0          | 0     | 0     | 7      | 0      |
| 2021/22                   | Go Ahead Eagles   | Nederland      | Eredivisie             | 0          | 0          | 0     | 0     | 0      | 0      |
| 2022/23                   | Victoria Rosport  | Luxemburg      | Nationaldivisioun      | 16         | 5          | 2     | 0     | 18     | 5      |
| 2023/24                   | DVS '33           | Nederland      | Derde divisie A        | 0          | 0          | 0     | 0     | 0      | 0      |
| Carrièretotaal            | Carrièretotaal    | Carrièretotaal | Carrièretotaal         | 46         | 12         | 3     | 0     | 49     | 12     |
| Bijgewerkt op 2 juli 2023 |                   |                |                        |            |            |       |       |        |        |